# 東方永夜抄 〜 Imperishable Night.
『東方永夜抄 〜 Imperishable Night.』（とうほうえいやしょう インペリシャブル・ナイト）とは、同人サークル上海アリス幻樂団によって制作された弾幕系シューティングゲームであり、東方Projectの第8弾にあたる作品である。
本作は、2004年4月18日開催の同人イベント「第1回博麗神社例大祭」にて体験版CD-ROMが販売され、5月14日に上海アリス幻樂団のウェブサイトでWeb体験版を公開、8月15日開催のコミックマーケット66で製品版が販売された。後に同人ショップでの委託販売も行なわれている。
作品のテーマは『竹取物語』である。また、本作は前2作の『東方紅魔郷 〜 the Embodiment of Scarlet Devil.』『東方妖々夢 〜 Perfect Cherry Blossom.』と合わせて「Windows三部作」と位置付けられている。
本項では、以降は『永夜抄』と称することとする。その他の本項で使用されている東方Project関連の略称については、東方Project#凡例を参照。

## システム
本作では「人間と妖怪がペアを組み敵を倒す」というストーリーになっている。機体性能の異なる4組（各2名で合計8名）の自機から1つ選択する。本作では基本的に、高速移動時の自機は「人間」、低速移動時の自機は「妖怪」に切り替わる。8名の自機のショットとスペルカード（ボム）はそれぞれ固定であり、本作には自機選択後の武器（装備）選択は無い。敵や敵弾に当たるとミスとなり残機が1つ減った上でその場で復活する。全ての残機を失うとゲームオーバーとなるが、コンティニューすればその場で復活しゲームを続行可能。コンテニューしないで6面（最終面）のボスを倒すとエンディングになる。難易度を問わずコンティニューせずにクリアすれば、全1面のExtraステージが追加される。
本作には「妖率ゲージ」というものがあり、これは自機として人間または妖怪のどちらかを長く使うとボーナスが得られるというものである。
本作には「時刻」の概念が存在する。これは「夜を止めて事件を解決する」という本作の設定から来るもので、PM 11:00からスタートし、ステージをクリアしたりコンテニューしたりするごとに時刻が進み、AM 5:00に達すると「夜明け」となりバッドエンディングとなる。時刻が戻ることはない。これに関連して、本作には「刻符」というアイテムがある（後述）。
自機
自機は4組8名が登場し、それぞれ人間と妖怪がペアを組んでいる。自機が人間の時と妖怪の時では挙動が異なる。違いの一つに「妖怪の時は、敵の操る『使い魔』に自機のショットの当たり判定が無くなる（ショットが当たらずにすり抜ける）」というものがある。
前述のとおり本作では4組の自機があるが、条件を満たすと、ペアを組まない単独の自機として最大8名を使用することができる。この場合、高速移動時と低速移動時でショットやボムの種類は切り替わらない。このため、最終的には4組に加え単独8名の、合計12種類の自機選択が可能になる。
刻符
本作には「刻符」というアイテムがある。取ると「点アイテム」の最高点を上昇させ、さらにステージクリア後、取得数に応じたボーナス点が入る。ミスをした場合、一定割合減少する。
各ステージには「刻符ノルマ」というものが設定されている。これを満たした状態でボスの既定の体力を削ると、ボスがラストスペル（後述）を使用する。また、ノルマを達成した状態でステージをクリアすると、クリア時の時刻の進行がノルマ未達成時より遅くなる（進行幅が少なくなる）。これは「刻符を集めることで時刻の進行を遅らせることができる」という設定による。
ラストスペル
『永夜抄』には「ラストスペル」というシステムが搭載されている。敵が使用するラストスペルと自機が使用するラストスペルがあり、システム的にはそれぞれ意味合いが異なる。
敵が使用するラストスペル
敵が使用するラストスペルとは、ストーリーモードの難易度Normal以上とExtraモードで、ステージごとに設定されている「刻符ノルマ」を達成すると、ステージボスが最後に使用してくるスペルカードの事である。通常のスペルカードと同様、ミスをせずに撃墜することで「取得」となる。
敵ラストスペル発動中は、自機のボムが使用不可能になる。自機が被弾すると「ディゾルブスペル」という "待った" カードが発動して強制的にラストスペルが中断されるが、引き分け扱いであるため残機数やボムが減ることはなく、ステージクリアになる。
自機が使用するラストスペル
自機が使用するラストスペルとは、喰らいボムを発展させたシステムである。
『永夜抄』では被弾した場合、喰らいボムの受付時間終了後、自機の周囲に「決死結界 (Border of Life)」というものが短時間展開される。有効時間は様々で、1フレーム以内という厳しい時もあれば、2秒ほど続くこともある。この「決死結界」展開中にボムを出すと「ラストスペル」という強力なボムが発動する。ミスを帳消しにできる点では通常の喰らいボムと同じだが、ボムを2個分消費してしまう上、普通に2個ボムを使ったほうがダメージは高いため、あくまで最終手段である。ただし残り1個分しか持っていない場合でも発動は可能である。またラストスペルは、人間操術中は妖怪側の登場人物が、妖怪操術中は人間側の登場人物が、発動することになる（単独自機では交代なし）。
『永夜抄』にはラストスペルのほか、通常の喰らいボムも搭載されている。
スペルプラクティスモード
本作には「スペルプラクティスモード」というモードがある。このモードでは、ボムの使用が禁止されており1度被弾すれば即終了という、スペルカード取得練習のための仕様となっている。ストーリーモードで見たことのあるスペルカードが選択可能となり、ここでスペルカードを取得すると、それぞれのスペルカードに対する作者ZUNのコメントが表示される点や、一定の条件を満たすことでスペルプラクティスモード限定のスペルカードである「ラストワード」に挑戦できるなど、収集的な要素も存在する。
ZUNはこのモードの存在について、『永夜抄』付属の「おまけ.txt」や講演などで否定的な意見を述べている。

## あらすじ
ある晩夏の満月の日、幻想郷で異変が起こった。本来ならば満月であるはずの月はほんの少しだけ欠けており、完全な満月といえるものではなかった。それは人間たちにとってはまったく問題の無い事であったが、月の光に依存する妖怪たちにとっては死活問題であった。
月の異変に気付いた妖怪たちは、人間のパートナーを引き連れて調査に出かける。また、原因を突き止める時間を稼ぐため、夜の進行を止めた。このため後の幻想郷の人間の間では、この異変は「夜が明けなかった」異変（永夜異変）として記憶されている。
主人公たちは幻想郷を駆け巡るうちに、竹林に隠された館「永遠亭」に辿り着く。ここで、真の満月を隠していたのは、月の姫の蓬莱山輝夜とその従者の八意永琳であることが明らかになる。
罪を犯して地上で隠遁生活を送っていた輝夜と永琳は、月から逃げてきた玉兎の鈴仙・優曇華院・イナバを匿っていた。鈴仙を通じて得た月の情報から、満月の晩に月の使者が訪れると知った二人は、罪人である自分たちが使者と会うのはまずいと考えた。そして、真の満月を隠して偽の満月にすり替えることで、使者が自分たちのところへたどり着けないようにしていたのだった。
永琳と輝夜との交戦の後、幻想郷に真の満月が戻った。
また、幻想郷自体が強力な結界に守られているために、月を隠さずとも使者は訪れられないことを知った輝夜ら永遠亭の住人は、竹林に篭もることを止め、幻想郷の住人として暮らすようになった。

## 登場人物

### 新規の登場人物
ここでは、『永夜抄』が初出の登場人物を解説する。
リグル・ナイトバグ
1面中ボス,1面ボス。蛍の妖怪。
虫の妖怪だが、外見から確認できるそれらしいパーツは触角と羽のみで、それ以外は人間のような姿をしている。虫なので寒さと殺虫剤に弱い。『文花帖（書籍）』によれば、虫を食う種類の鳥は天敵らしい。
ボーイッシュな見た目から男の子に見えるが女の子である。
『文花帖（書籍）』では、虫の地位向上を目指すため、能力を用いて決められた時間に大量の虫を遣わせ知らせる「蟲の知らせサービス」という商売をしている。
ミスティア・ローレライ
2面中ボス,2面ボス。夜雀と呼ばれる、鳥の妖怪。
歌うことが好き。彼女の歌う歌は妖怪らしくない激しさで、歌謡関係の古参妖怪にはうるさいだけだと不評だが、若い人には人気がある。夜道を一人で歩いているとこの歌に惑わされ、不注意に寄っていくと襲われることがあるという。『求聞史紀』によれば、人間への友好度は悪いとされている。
自身が鳥の妖怪であるため、『文花帖（書籍）』では焼き鳥の撲滅を掲げており、「焼き鳥屋」ならぬ「焼き八目鰻屋」の屋台を経営している。また八目鰻を入荷することができない際は、普通のウナギやドジョウを八目鰻に混ぜて「八目鰻」として出している。『三月精 第3部』第13話では屋台を引き、焼き八目鰻のほかおでんや酒を客に振る舞っている。
上白沢 慧音（かみしらさわ けいね）
3面中ボス,3面ボス,EXTRA中ボス（獣人の姿）。種族はワーハクタク（人狼の白沢版）。普段は人間の姿をしているが、満月の夜になると獣人に変身する。この変身の際、『求聞史紀』によれば頭にツノが生え、『永夜抄』作中のドット絵ではさらに尻尾らしきものも確認できる。『求聞史紀』によれば、彼女は生まれながらの獣人ではなく、元は人間だったが何らかの原因によって獣人になったとされる。
非常に人間を好いており、人里に住んで寺子屋を開き、子供たちに歴史を教えている。寺子屋を営む傍ら、幻想郷の歴史を編纂している。その仕事上、稗田家とは深い親交がある。満月の夜に白沢になったときには「歴史を創る程度の能力」を得て幻想郷中の知識を持つ。この際、一か月間に溜まった仕事を一気に行うため気が立っており、不用意に近付くのは危険とされる。
『永夜抄』3面では主人公たちが里を襲いに来たと勘違いし、自身の持つ「歴史を食べる（隠す）程度の能力」で里の歴史を「食べて」里を隠した。倒されたあとの会話で、満月を隠した張本人を知っているようなそぶりをみせ、その人物の居る方向を示している。
『永夜抄』Extraステージでは、「あの人間」の護衛のために、獣人化した姿で登場する。「あの人間」が誰なのかは明言されていないが、『永夜抄』でこの会話の後に現れるのは藤原妹紅である。『儚月抄』では慧音は妹紅にとって数少ない理解者であることが明らかになった。妹紅によると、慧音は中性的な話し方をするらしい。
因幡 てゐ（いなば てい）
5面中ボス。健康に気を使って長く生きているうちに妖怪になった兎。
迷いの竹林の最長老であり、地上の兎たちのリーダーである。その幼い外見とは裏腹に、八雲紫と同じく稗田阿一著の初代「幻想郷縁起」の編纂が開始された1200年前から存在が確認されている、幻想郷の古参妖怪である。かつて高草郡に住んでいた兎であり、使用するスペルカードに "兎符「因幡の素兎」"（『花映塚』）や "借符「大穴牟遅様の薬」"（『文花帖（ゲーム）』）というものがあるなど、因幡の素兎（しろうさぎ）伝説に関連する設定を持つ。
『儚月抄 小説版』第1話によると、てゐは鈴仙・優曇華院・イナバが永遠亭に住むようになる前から兎たちを操っていた。てゐが永遠亭を初めて訪れたのは、八意永琳と蓬莱山輝夜が隠れ住むようになってから数百年後で、その際、自分が迷いの竹林の主であると主張し、自分の兎たちに智慧を授けてくれるなら永遠亭に人間が寄りつかないようにすると言った。そしてその後、兎と共に永遠亭に住み着いたらしい。
狡猾な性格で、ある程度距離を置いて接すれば人気が高いが、親密になればなるほど嫌いになるタイプである。根っからの詐欺師的な性格で、何度しっぺ返しを受けても懲りない。
『三月精 第2部』第3話では永琳のことを「お師匠様」と呼んでいるが、『儚月抄 小説版』第1話ではその永琳の言うことも聞いていない。
『求聞史紀』によれば、迷いの竹林の道案内役でもあり、竹林で迷った人間に自身の持つ「人間を幸運にする程度の能力」で幸運を渡して外へ帰している。
鈴仙・優曇華院・イナバ（れいせん うどんげいん イナバ）
5面ボス。地球の人類の月侵略による戦争を恐れて月から逃げて来た兎（玉兎）。『永夜抄』の時代では、八意永琳と蓬莱山輝夜に匿われる形で永遠亭に住んでいる。なお、この地球の人類の月侵略とはアポロ11号の月面着陸のことだが、月の民には人類の月侵略計画の一部として伝わっており、地球人に月侵略の意図が無いことは当然知られていない。また、結界で完全に外の世界と隔てられた幻想郷の住人はアポロ11号や月面着陸計画自体知らないため、霊夢達から誤解を解くこともできない。
彼女は「狂気を操る程度の能力」を持つ。この能力は物事の波を操るものであり、物質の波、精神の波、電磁波、音波など様々な波を操作し、相手を狂わせるものだとされる。暢気あるいは狂気へと精神を操り、存在の位相をずらすことで存在を接触不能・知覚不能にし、その振幅によって無限遠方と意思疎通し、あるいは隣の声すら聞こえなくする、といった様々な用途があるという。作中の具体的な描写としては、『三月精 第2部』第3話で因幡てゐを探すために竹林の波長を操ることで竹林を封鎖し、光の三妖精の能力をことごとく破ってみせた。『儚月抄 小説版』第1話では玉兎と交信して現在の月についての情報を得ていた。この点について、永琳が彼女を匿ったのは月の都の情報を得るという目論みもあったという。
また、彼女の赤い瞳を見た者は狂気に堕ち、様々な幻覚を見るとされる。『永夜抄』の彼女と対戦する際のステージ背景は、（その能力にプレイヤーが陥ったせいで）奇妙に歪んだ空間となっている。
本名は片仮名で「レイセン」のみであり「鈴仙」は当て字。「優曇華院」は永琳がつけた愛称だが、普段はさらに縮めて「ウドンゲ」と呼ぶ。「イナバ」は輝夜が付けた愛称である。
月にいた頃は綿月豊姫のペットであり、「レイセン」の名は豊姫によって与えられたものである。豊姫の妹である綿月依姫の元で戦闘訓練を受けており、高い戦闘能力を持つ優秀な兎だったが、「臆病で自分勝手な性格だったため戦争になる前の段階で逃げ出した」ことになっている。
『求聞史紀』によれば、鈴仙は人間を避けている節があり、周りからは、自分からは人を襲うこともない変り種の妖怪と思われている。
八意 永琳（やごころ えいりん）
6面A中ボス,6面B中ボス,6面Aボス。月の賢者。薬師の一族である八意家きっての天才。その頭脳の高さを物語るのが彼女の能力である。彼女の能力は「あらゆる薬を作る程度の能力。天才。」というもので、わざわざ天才と書かれているぐらいの天才である。『永夜抄』「禁呪の詠唱チーム」ルートの6A面では月出身を自称したが、『儚月抄 小説版』第3話や『儚月抄 漫画版』第9話では地上出身を自称している。月人がまだ地上に住んでいた頃、月夜見らと共に月へ移り住んだ月の都の創設者のひとりで、月夜見よりも年上。『永夜抄』「禁呪の詠唱チーム」ルートの5面では、人間が居なかった時代が懐かしいと発言している。
『永夜抄』で発生した「不完全な満月」の異変の実行犯である。
月にいた頃、永琳は蓬莱山輝夜の教育係を務めていた。そのころ輝夜の能力により蓬莱の薬を作るが、その薬を飲んだ罪として輝夜は月から追放される。月の使者のリーダーも務めていた永琳は地上へと輝夜を迎えに行くが、その際他の使者を皆殺しにして月から逃げる道を選んだ。やがて輝夜と共に逃亡生活を続けるうちに幻想郷の迷いの竹林に行き着き、以降、永遠亭に輝夜の能力を応用した術を施して誰も入り込まないようにして隠れ住んでいた。
輝夜が薬を飲むことを止められなかったことを悔いており、「生きて守らないといけない方」と思うがため輝夜の従者として生活している。『永夜抄』幽冥組のエンディングで永琳自身も蓬莱の薬を服用したらしきことを言っている。忠実な従者であり続ける永琳だが実は輝夜より強く、それゆえに常に主を立てるよう力を抑えているらしい。『永夜抄』では輝夜を「姫」と呼び丁寧な言葉遣いだったのに対し、『儚月抄』で永遠亭に居るときは「輝夜」と名を呼び捨てし、普通の言葉遣いで会話する場面がある。
鈴仙・優曇華院・イナバからは「師匠」または「お師匠様」と呼ばれている。『永夜抄』以後は薬屋や医者として活動している。人間にも薬を販売しているが、実際に人間の里へ行くのは妖怪兎であり置き薬の販売形態を採っている。永遠亭に来た患者には医者としての医療行為をしており、里の医者で治せなければ永遠亭に行けと言われる程の名医として知られている。『香霖堂』単行本第23話では、森近霖之助が聞いた噂として、竹林の医者は高度な技術を用いるとされている。
現在の月の使者のリーダーであり遠い親戚でもある綿月姉妹の教育係をしていたこともあり、今でも二人から慕われている。幻想郷に来た玉兎（優曇華院ではないレイセン）に対して「八意××」と名乗った（直前のコマで、同じく嫦娥の旧名を「××様」と呼び、それを「地上の人には発音できない」と言っている）。また彼女は、地上人から「嫦娥」と呼ばれる人物に蓬莱の薬を作ったこともあるらしい。
『紺珠伝』では月の都を侵略し、嫦娥を倒すという純狐の計画を阻止するため、未来を見通すことのできる薬「紺珠の薬」を霊夢たちに渡す。
蓬莱山 輝夜（ほうらいさん かぐや）
6面Bボス。月人。年齢は、八意永琳よりは遥かに年下。作中で明示されてはいないが、スペルカードや戦闘前の台詞から『竹取物語』のかぐや姫と同一人物であるかのような描写がある。
昔は月の都で暮らす姫で、かつて八意永琳が教育係を務めていた。1300年ほど前、何も行う必要も無く何不自由の無い生活に退屈した輝夜は興味本位で「蓬莱の薬」を服用し、その罪により月から地上へ追放される。体を小さくされて光る竹の中に入れられた輝夜は竹取の翁に拾われ、この老夫婦に育てられる。やがて輝夜の罪は許され、月の使者が迎えに来ることになるが、地上での生活への未練もあった。月へ帰っても地上で穢れた身ではまともな生活ができないこともあり、月の使者のリーダーを務めていた永琳と共謀して月の使者を殺して逃亡し、月へ戻らない道を選ぶ。以降、地上で隠れ住んでいた。『永夜抄』で隠れて暮らす必要がないことを知って、地上に住む幻想郷の一員として暮らし始める。
『永夜抄』EDなどで永琳は「輝夜は元々引きこもりがちだった」と言うが、輝夜本人は「永琳に閉じこめられた」と言っている。
藤原 妹紅（ふじわら の もこう）
EXTRAボス。不老不死の人間。元音楽家。元はある貴族(藤原不比等)の娘であり、彼女の父は蓬莱山輝夜（かぐや姫）に求婚した際に、難題を吹っかけられ恥をかかされた。彼女はそれ以来、輝夜を目の敵にしている。
不老不死になった経緯は『儚月抄 小説版』第4話に詳しい。輝夜への恨みから、月へ帰ったとされた輝夜が「大切な人のために残した薬」を奪い輝夜への嫌がらせとしようと考え、その薬を帝の勅命で富士山頂へ運ぶ岩笠を尾行するが、登山の準備をしていなかったため行き倒れになりかけるも岩笠に救われる。岩笠と行動を共にし、富士山頂へ至ると岩笠は薬を火口へ投げ込んで処分しようとするが、そこに現れた木花咲耶姫によって阻止され、さらに、薬は服用することで不老不死になる「蓬莱の薬」であることを知る。咲耶姫に薬を処分する場所として八ヶ岳を勧められ下山するが、下山途中、魔が差した妹紅は岩笠から薬を奪う。それを服用して以来、不老不死となる。
成長しない人間は周りから訝しがられ、同じ場所では暮らせないために山奥（幻想郷）に流れ着くまで転々と住む場所を変え、妖怪退治をしながら暮らしていた。300年前に幻想郷の竹林で輝夜を見かけて以来、輝夜が自分と同じく不老不死という点に共感に近い感情を抱く。
『永夜抄』付属の「キャラ設定.txt」では「今では輝夜と殺しあうのが日常である」とあり、『永夜抄』Extraステージでも輝夜から度々刺客が送られているようなことを発言している。実際、迷いの竹林ヘ暇つぶしに来た主人公たちが輝夜の名前を口にしたため、主人公たちを輝夜の刺客と勘違いし、戦闘になった。『文花帖（書籍）』には「輝夜とは犬猿の仲」とある。『儚月抄 4コマ版』では輝夜と仲良く行動することもある。『儚月抄』では輝夜が月に帰ることを恐れている。
『求聞史紀』によれば、蓬莱の薬による不老不死の能力とは別に、様々な妖術を操り、そこらの妖怪では歯が立たないほどの強さを持つといわれる。妖術を身につけたのは蓬莱の薬の効果ではなく、妹紅自身が長い年月の中で独自に得たものらしい。その力を生かして、『永夜抄』の後は竹林に住み、急病人などを永遠亭に運ぶときの護衛を請け負ったり、竹林で迷った人間を里まで案内したりしているという。妹紅自身、そうして人助けをすることで感謝されることに生きがいを感じつつあるらしい。しかしあまり人と接するのは得意ではなく、迷い込んだ人の話は喜んで聞くが、自分の素性については終始寡黙となり「自分は健康マニアの焼き鳥屋だ」としか話さなくなるという。
現在は白い長髪に赤い瞳をしているが、『儚月抄 小説版』第4話の挿絵に描かれている昔の姿の妹紅は肩にかかるぐらいの短い黒髪だった。また瞳の色が変化している。
ZUNは、「妹紅」という名前は「自分 "も紅" に染まれ」という意味でつけたと語っている。

### 既存の登場人物
ここでは、『永夜抄』が初出ではない登場人物を解説する。
博麗霊夢と八雲紫
博麗霊夢は、博麗神社の巫女。八雲紫は境界を操る妖怪。今作では「幻想の結界チーム」を組む。
幻想郷の境に住む妖怪、八雲紫は月の異変に気付いていたが、自分から行動するのは面倒であったため、同じく幻想郷の境に住む人間、博麗霊夢の元を訪れた。
博麗霊夢は、特定の条件で4面ボスとして登場する。この際は、いくら経っても夜が明けないため、異変だと察して神社を飛び出してきたという経緯である。
霧雨魔理沙とアリス・マーガトロイド
霧雨魔理沙は、人間の魔法使い。アリス・マーガトロイドは人形を操る妖怪で魔法使い。今作では「禁呪の詠唱チーム」を組む。
魔法の森に住む魔法使い、アリス・マーガトロイドはみんなが異変に無関心だったため、調査に乗り出てみたが行き詰まり、協力を仰ぐために同じくこの森に住む人間、霧雨魔理沙のところへ向かうことにした。
霧雨魔理沙は、特定の条件で4面ボスとして登場する。この際は、通常ならとっくに夜が明けてなければいけない時間が経ったが一向に夜は明けない、こりゃ面白そうだ、と慌てて出発したという経緯である。
十六夜咲夜とレミリア・スカーレット
十六夜咲夜は、紅魔館のメイド。レミリア・スカーレットは紅魔館の主で吸血鬼。今作では「夢幻の紅魔チーム」を組む。
紅魔館の主、吸血鬼のレミリア・スカーレットは、メイドの十六夜咲夜に家のことを任せて出発しようとしていた。しかし結局、咲夜もお守り役として付いて行かざるをえなくなった。
魂魄妖夢と西行寺幽々子
魂魄妖夢は、白玉楼の庭師で半人半霊の少女。西行寺幽々子は、白玉楼の主で亡霊。今作では「幽冥の住人チーム」を組む。
白玉楼の主、西行寺幽々子は「その辺を飛んでいるのを落とせばいつかは当たる」と言いながら、庭師の魂魄妖夢と共にふらふらと出発した。
自機ではないが、エンディングなどに以下の人物が登場する。
- 八雲藍
- 橙
- パチュリー・ノーレッジ

## ステージ
| ステージ         | ステージタイトル | 中ボス                 | ボス                   |
| ---------------- | ---------------- | ---------------------- | ---------------------- |
| Stage 1          | 蛍火の行方       | リグル・ナイトバグ     | リグル・ナイトバグ     |
| Stage 2          | 人間の消える道   | ミスティア・ローレライ | ミスティア・ローレライ |
| Stage 3          | 歴史喰いの懐郷   | 上白沢慧音             | 上白沢慧音             |
| Stage 4 uncanny  | 伝説の夢の国     | 博麗霊夢               | 博麗霊夢               |
| Stage 4 Powerful | 魔力を含む土の下 | 霧雨魔理沙             | 霧雨魔理沙             |
| Stage 5          | 穢き世の美しき檻 | 因幡てゐ               | 鈴仙・優曇華院・イナバ |
| Final            | 姫を隠す夜空の珠 | 八意永琳               | 八意永琳               |
| Final B          | 五つの難題       | 八意永琳               | 蓬莱山輝夜             |
| Extra            | 蓬莱人形         | 上白沢慧音（獣人の姿） | 藤原妹紅               |

### 備考
Stage 4の分岐
「幻想の結界チーム」と「幽冥の住人チーム」では、霧雨魔理沙がボスキャラクターとなるStage 4 Powerfulへ進む。「禁呪の詠唱チーム」と「夢幻の紅魔チーム」では、博麗霊夢がボスキャラクターとなるStage 4 uncannyへ進む。
最終ステージの分岐
最終ステージがFinal（以下 Final A）である場合はクリア時にノーマルエンディングに、Final Bではグッドエンディングに進む。
選んだチームの初回プレイ時や、Stage 5クリア時点で1度でもコンティニューを行った場合はFinal Aへ進む。ノーマルエンディングを見た事がある状態でStage 5までをコンティニューせずにクリアした場合はFinal Bへ進む。Final Bではコンティニューが不可能となり、残機の無い状態でミスをすると即バッドエンディングとなる。Final Bクリア後のゲームプレイでは、Stage 5までにコンテニューをしていなければ、最終ステージをAとBから選択することができる（コンテニューしていた場合はFinal Aに固定）。

## 曲目リスト
1. 永夜抄 〜 Eastern Night. - タイトル
2. 幻視の夜 〜 Ghostly Eyes - 1面のテーマ
3. 蠢々秋月 〜 Mooned Insect - リグル・ナイトバグのテーマ
4. 夜雀の歌声 〜 Night Bird - 2面のテーマ
5. もう歌しか聞こえない - ミスティア・ローレライのテーマ
6. 懐かしき東方の血 〜 Old World - 3面のテーマ
7. プレインエイジア - 上白沢慧音のテーマ
8. 永夜の報い 〜 Imperishable Night. - 4面のテーマ
9. 少女綺想曲 〜 Dream Battle - 博麗霊夢のテーマ
10. 恋色マスタースパーク - 霧雨魔理沙のテーマ
11. シンデレラケージ 〜 Kagome-Kagome - 5面のテーマ(因幡てゐのテーマとしても扱われる)
12. 狂気の瞳 〜 Invisible Full Moon - 鈴仙・優曇華院・イナバのテーマ
13. ヴォヤージュ1969 - 6面のテーマ
14. 千年幻想郷 〜 History of the Moon - 八意永琳のテーマ
15. 竹取飛翔 〜 Lunatic Princess - 蓬莱山輝夜のテーマ
16. ヴォヤージュ1970 - ファイナルスペルのテーマ
17. エクステンドアッシュ 〜 蓬莱人 - Extraステージのテーマ
18. 月まで届け、不死の煙 - 藤原妹紅のテーマ
19. 月見草 - エンディング
20. Eternal Dream 〜 幽玄の槭樹 - スタッフロール
21. 東方妖怪小町 - ラストワードのテーマ